# Большой Кургаш
Большой Кургаш — река в России, протекает по Белорецкому, Гафурийскому и Архангельскому районам Башкортостана. Длина реки составляет 41 км.
Начинается на западном склоне хребта Авдырдак. Течёт в общем северо-западном направлении по горам, поросшим липово-берёзовым и дубово-кленовым лесом, затем у подножия горы Акбиик поворачивает на север и течёт вдоль хребта Яшкады. Устье реки находится в 22 км по левому берегу реки Басу.

## Притоки
- Малый Кургаш[2] (лв)
- Шугаряк[5] (пр)
- Субулинка[5] (лв)
- Кунгяго[4] (лв)
- Санкаръелга[4] (лв)
- Маназы[4] (пр)
- Карасясь[4] (лв)
- Курыяр[4] (пр)
- Ташлыяр[4] (пр)

## Данные водного реестра
По данным государственного водного реестра России относится к Камскому бассейновому округу, водохозяйственный участок реки — Сим от истока и до устья, речной подбассейн реки — Белая. Речной бассейн реки — Кама.
Код объекта в государственном водном реестре — 10010200612111100019850.